# Friedrich Schachner
Friedrich Schachner (Atzenbrugg, 14 december 1841 – Wenen, 7 november 1907) was een Oostenrijks architect. Zijn architectonische stijl was te classificeren als historisme.

## Leven en werk
Schachners vader was beheerder van het landgoed en klooster Atzenbrugg en was later districtshoofd van het district Mödling. Schachner studeerde eerst aan de Technische Universiteit Wenen en vervolgens aan de Akademie der bildenden Künste Wien onder Eduard van der Nüll en August Siccard von Siccardsburg, de architecten van de Weense Staatsopera. Na zijn opleiding werkte hij in het atelier van Johann Romano en August Schwendenwein, die talrijke stadspaleizen bouwden, en bestudeerde tijdens verschillende reizen naar Italië de Renaissancestijl. Van 1866 tot aan zijn dood werkte Schachner als zelfstandig architect in Wenen.
Net als zijn leraren gaf Schachner aanvankelijk de voorkeur aan de Neorenaissancestijl. Zijn grootste project, het controversiële doch nooit gerealiseerde ontwerp van het Kaiser Franz Joseph-Stadtmuseum (1901-1902), nam desalniettemin neobarokke vormen aan.

## Gebouwen (selectie)
| Jaar      | Gebouw                                             | Adres                          | Monument | Huidige status                   |
| --------- | -------------------------------------------------- | ------------------------------ | -------- | -------------------------------- |
| 1866      | Palais Erlanger (met Karl Riess)                   | Argentinierstraße 33, Wenen    |          | Ambassades van Ecuador en Italië |
| 1871-1873 | Palais Wittgenstein                                | Argentinierstraße 16, Wenen    |          | gesloopt in de jaren 1950        |
| 1892      | Villa van Alois Schumacher                         | Wenen                          |          |                                  |
| 1895      | Warenhaus Stefan Esders                            | Mariahilfer Straße 18, Wenen   |          | gesloopt in 2021                 |
| 1897-1899 | Palais Bratmann-Thorsch                            | Metternichgasse 4, Wenen       |          | Ambassade van China              |
| 1900-1901 | Voorgevel en toren van Jezuïetenkerk van Innsbruck | Karl-Rahner-Platz 2, Innsbruck |          |                                  |

## Privéleven
Friedrich Schachner was getrouwd met Therese Schachner († 1928), een dochter van architect Leopold Ernst. Ze kregen vijf dochters, waaronder schilderes Therese Schachner. Hij werd begraven in een eregraf op de Weense Algemene Begraafplaats.

## Prijzen en onderscheidingen
Schachner ontving verschillende onderscheidingen, waaronder het Ridderkruis van het Legioen van Eer als jurylid op de Wereldtentoonstelling van 1867 in Parijs.

## Nagedachtenis
In 1959 werd in het Weense district Donaustadt de Schachnerstraße naar hem vernoemd.

## Galerij

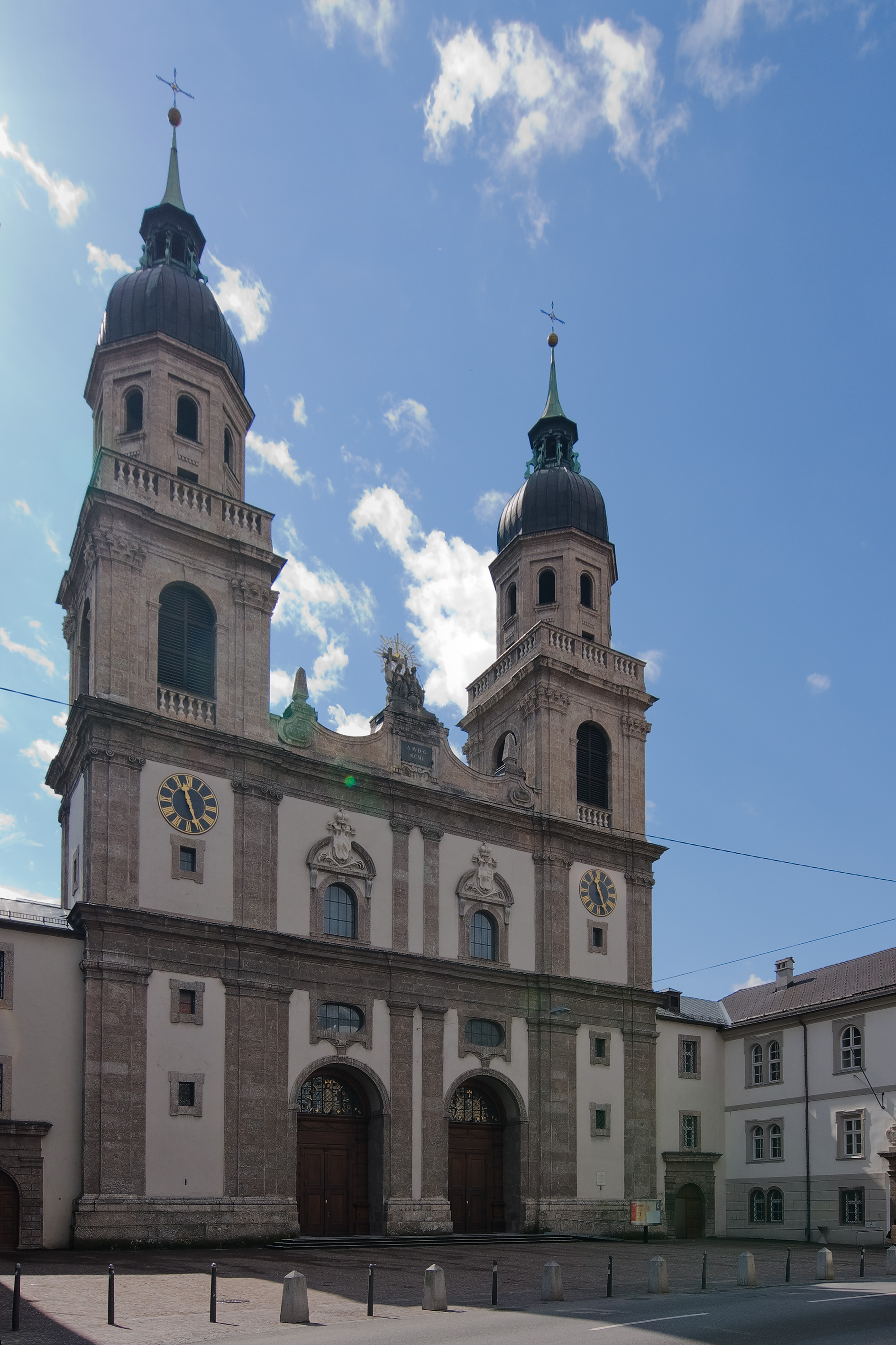
Jezuïetenkerk van Innsbruck
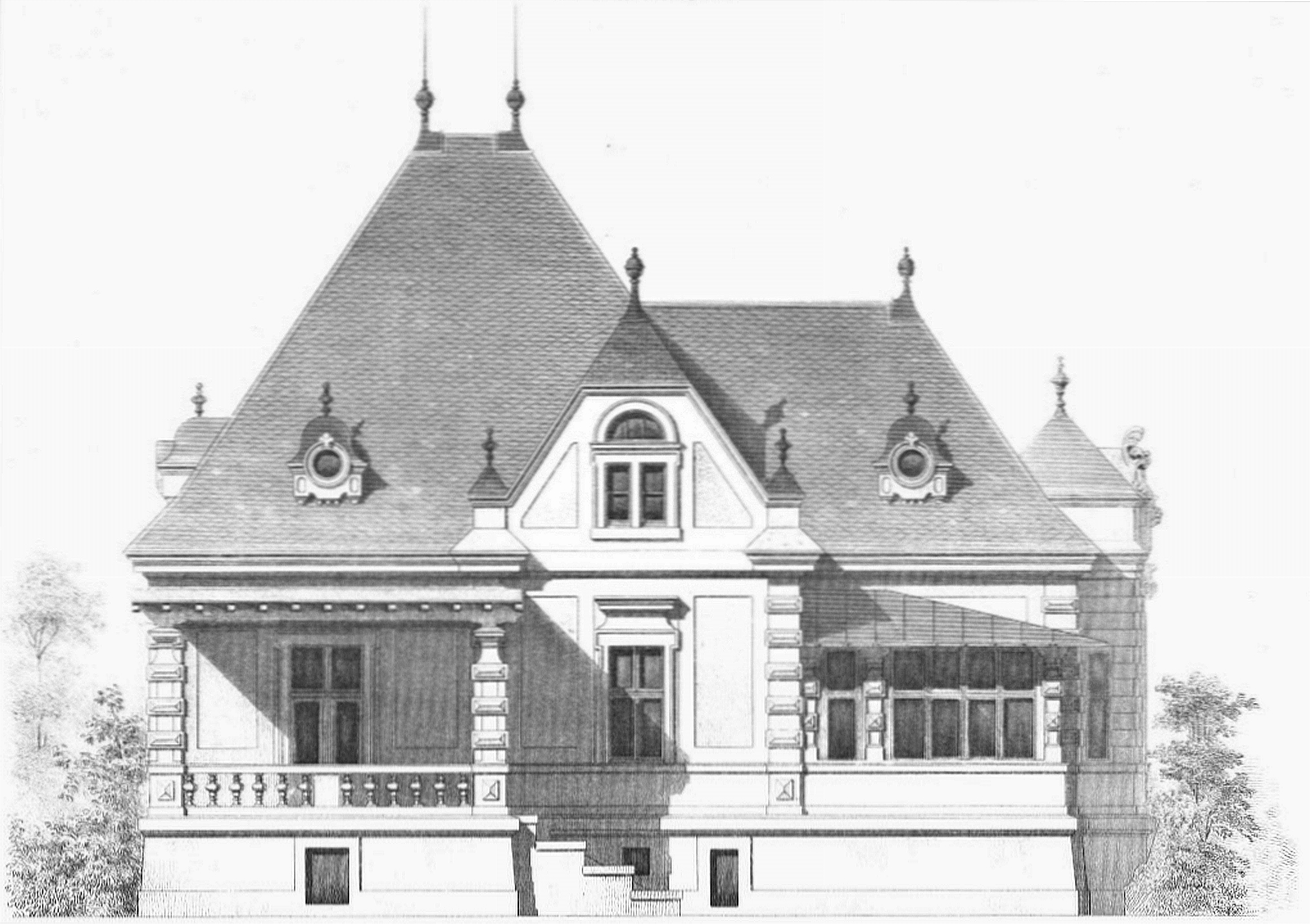
Ontwerptekening villa van Alois Schumacher
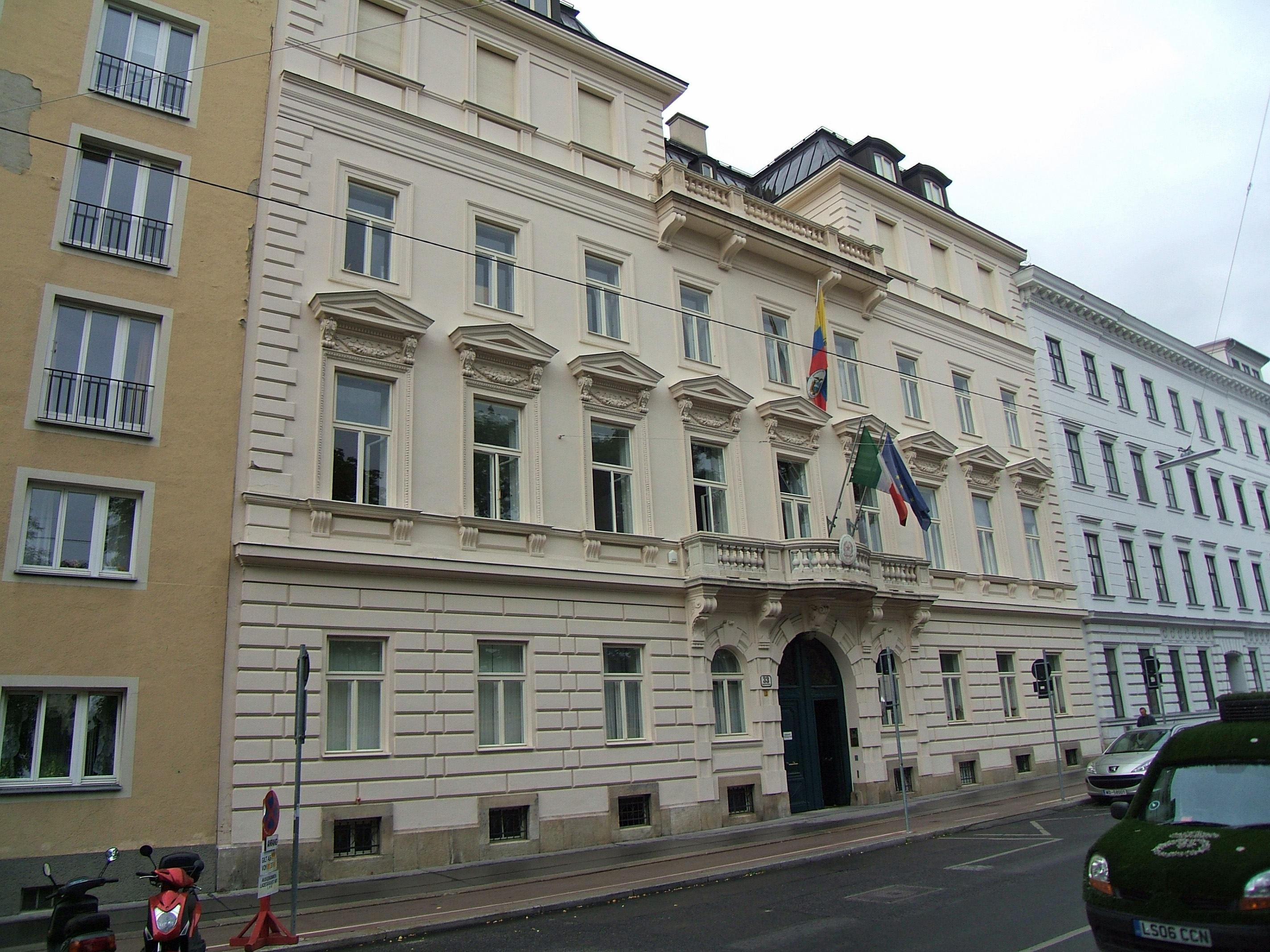
Palais Erlanger
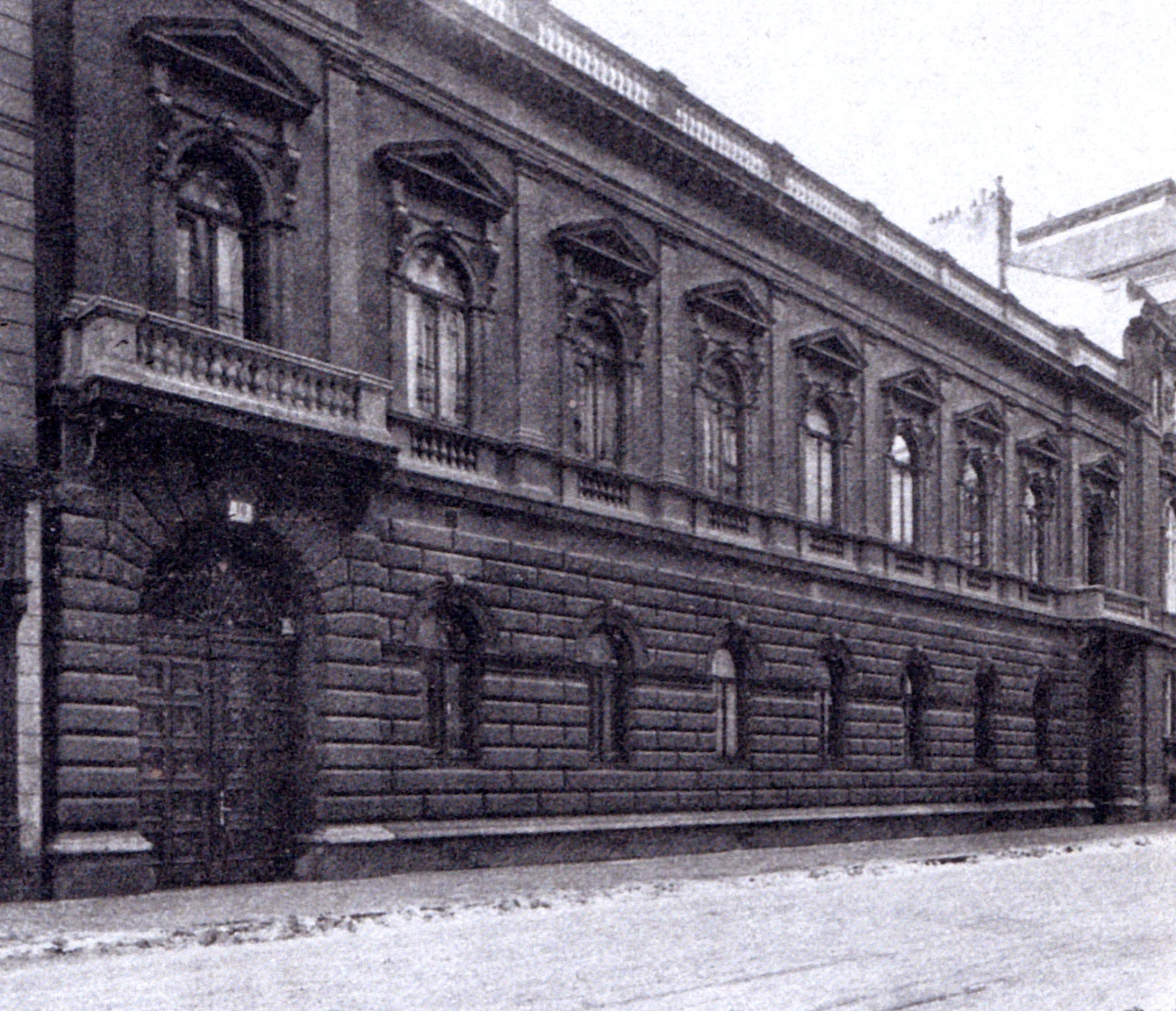
Palais Wittgenstein
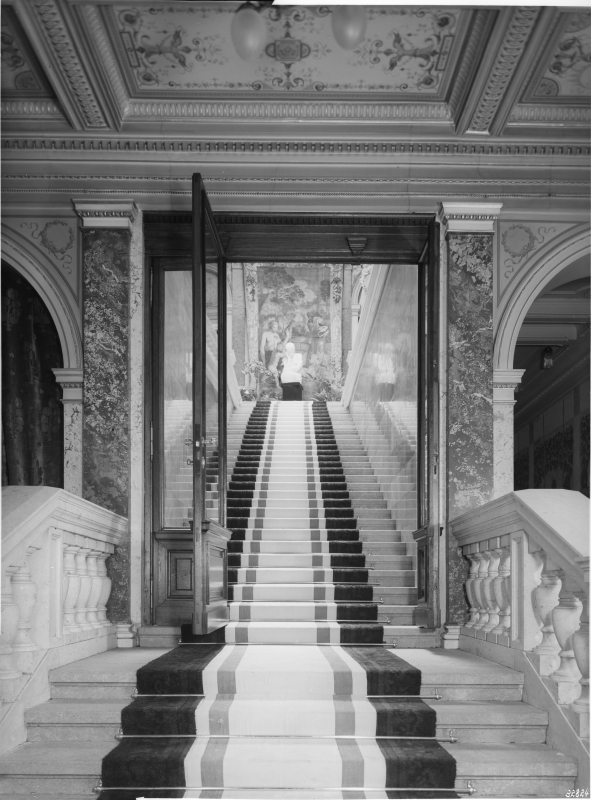
Centrale trap Palais Wittgenstein

- Gemeinsame Normdatei: 101953592X
- International Standard Name Identifier: 0000 0003 6567 4156
- Nationale Bibliotheek van Tsjechië: mzk2016904180
- Virtual International Authority File: 231961097
- WorldCat: E39PBJrWxFgqkCFHYmfYg6CbBP